# St. Agatha (Eys)

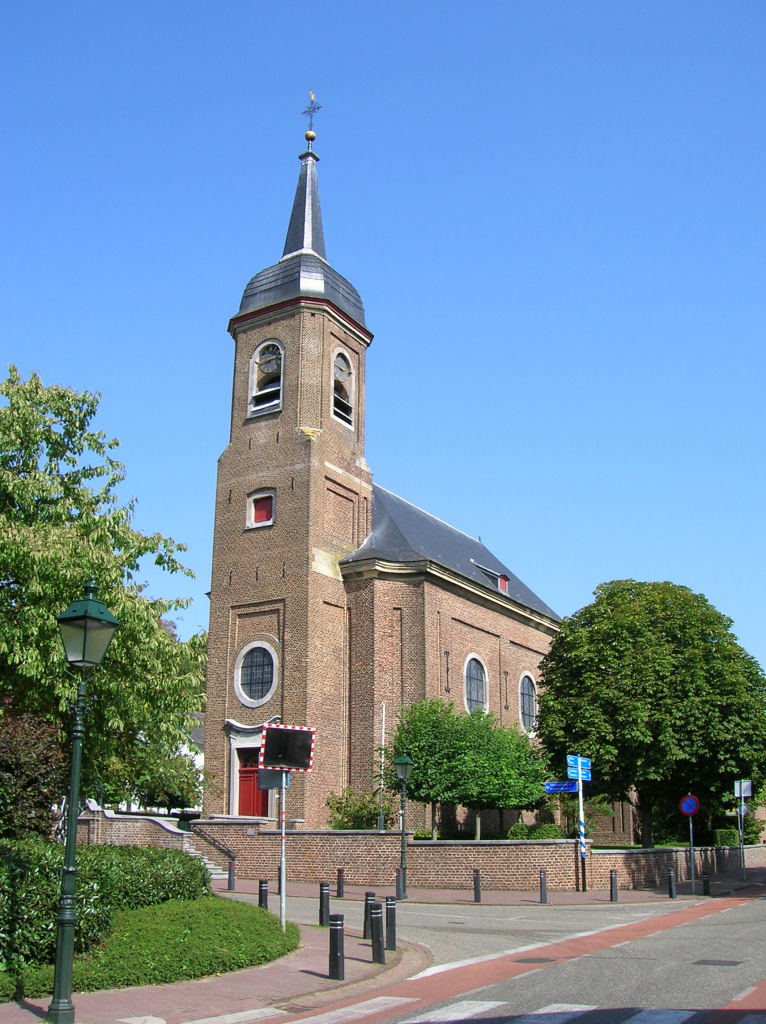
Eys, St. Agatha

Die Kirche St. Agatha, niederländisch: Sint-Agathakerk, ist die römisch-katholische Pfarrkirche des Ortes Eys, heute ein Ortsteil von Gulpen-Wittem in der niederländischen Provinz Limburg im Bistum Roermond. Die Kirche ist seit dem Jahr 1967 als Rijksmonument eingestuft.

## Geschichte
Die mittelalterliche, 1745 abgebrochene Pfarrkirche St. Agatha in Eys hatte auf einer Anhöhe oberhalb des Ortes gelegen. Im Auftrag des Erbmarschalls des Hochstifts Münster, Ferdinand von Plettenberg, der 1722 die südniederländische Herrschaft Wittem erworben und sie bis 1732 zur selbständigen Reichsgrafschaft ausgebaut hatte, legte Johann Conrad Schlaun 1732 eine erste Planung für die Erweiterung der zuletzt 1712 erneuerten Kirche durch einen querhausartigen Westbau mit Turm vor. Stattdessen wurde nach seinen Plänen 1732–1734 der bestehende Kirchenneubau errichtet, dessen Bauausführung der junge Aachener Baumeister  Johann Joseph Couven übernahm. Die Einweihung der Kirche fand erst am 16. Juni 1770 durch den Weihbischof von Lüttich statt. Das barocke Kirchengebäude erfuhr 1934–1935 durch den Architekten Nic Ramakers eine Erweiterung  um zwei seitliche Choranbauten in stilistischer Anpassung an den historischen Baukörper.

## Architektur
Die von Schlaun entworfene Agathenkirche ist eine barocke Saalkirche mit eingezogenem Chor und vorgesetztem Westturm. Die Außenmauern sind in der für Schlaun charakteristischen Weise in unverputztem Backstein mit einfachen Lisenengliederungen errichtet und nur die ovalen Fenstereinfassungen und die Rahmung des Turmportals in hellem Sandstein ausgeführt. Durch leichtes konkaves Ausklinken der Gebäudekanten und des oberen Turmgeschosses, das durch eine geschweifte Haube mit spitzem Dachreiter abgeschlossen wird, geschieht eine Artikulation der Baukörperformation.
Der dreijochige Innenraum ist wie in Schlauns Kapuzinerkirche in Münster über breiten Gurtbögen auf Pilastern mit stark profilierten Kämpferplatten kreuzgratgewölbt, der Übergang zum quadratischen Chorraum geschieht mittels einer den Chorbogen übergreifenden starken Kehlung, in die hinein die beiden Seitenaltäre gesetzt sind. Eine gleiche Ausrundung der Raumkanten erfolgt auf der Eingangsseite.
Orgel
Auf der Empore im hinteren Teil der Kirche über dem Eingangsbereich befindet sich eine Orgel aus dem Jahr 1844, die aus der Orgelbauwerkstatt Gebrüder Müller stammt und über 16 Register auf zwei Manualen und Pedal verfügt. 1962 wurde sie vom Unternehmen Flentrop Orgelbouw restauriert. Die Orgel besitzt die folgende Disposition, wobei die Register des 2. Manuals Transmissionen vom 1. Manual sind.

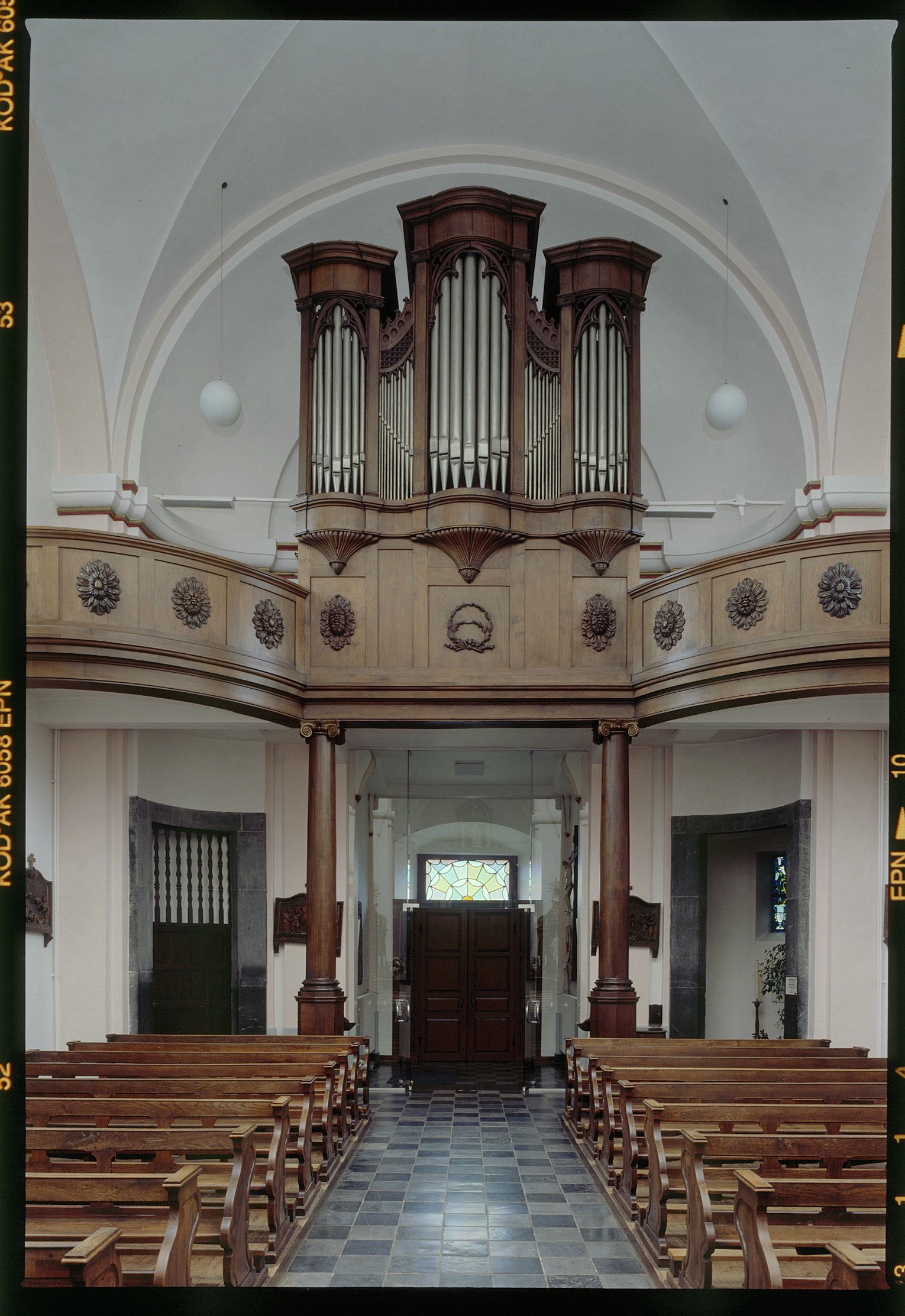
Westempore mit Orgelprospekt

| I. Manual C–f3 |              |     |
| 01.            | Bourdon      | 16‘ |
| 02.            | Principal    | 08‘ |
| 03.            | Hohlflaut    | 08‘ |
| 04.            | Gambe        | 08‘ |
| 05.            | Flauttravers | 08‘ |
| 06.            | Octave       | 04‘ |
| 07.            | Flautino     | 04‘ |
| 08.            | Superoctav   | 02‘ |
| 09.            | Mixtur III   |     |
| 10.            | Trompete     | 08‘ |

| II. Manual C–f3 |    |
| Hohlflaut       | 8‘ |
| Gambe           | 8‘ |
| Flauttravers    | 8‘ |
| Flautino        | 4‘ |
| Superoctav      | 2‘ |

| Pedal C–d1 |         |     |
| 11.        | Subbass | 16‘ |

- Koppeln: I/P

Historische Ansichten
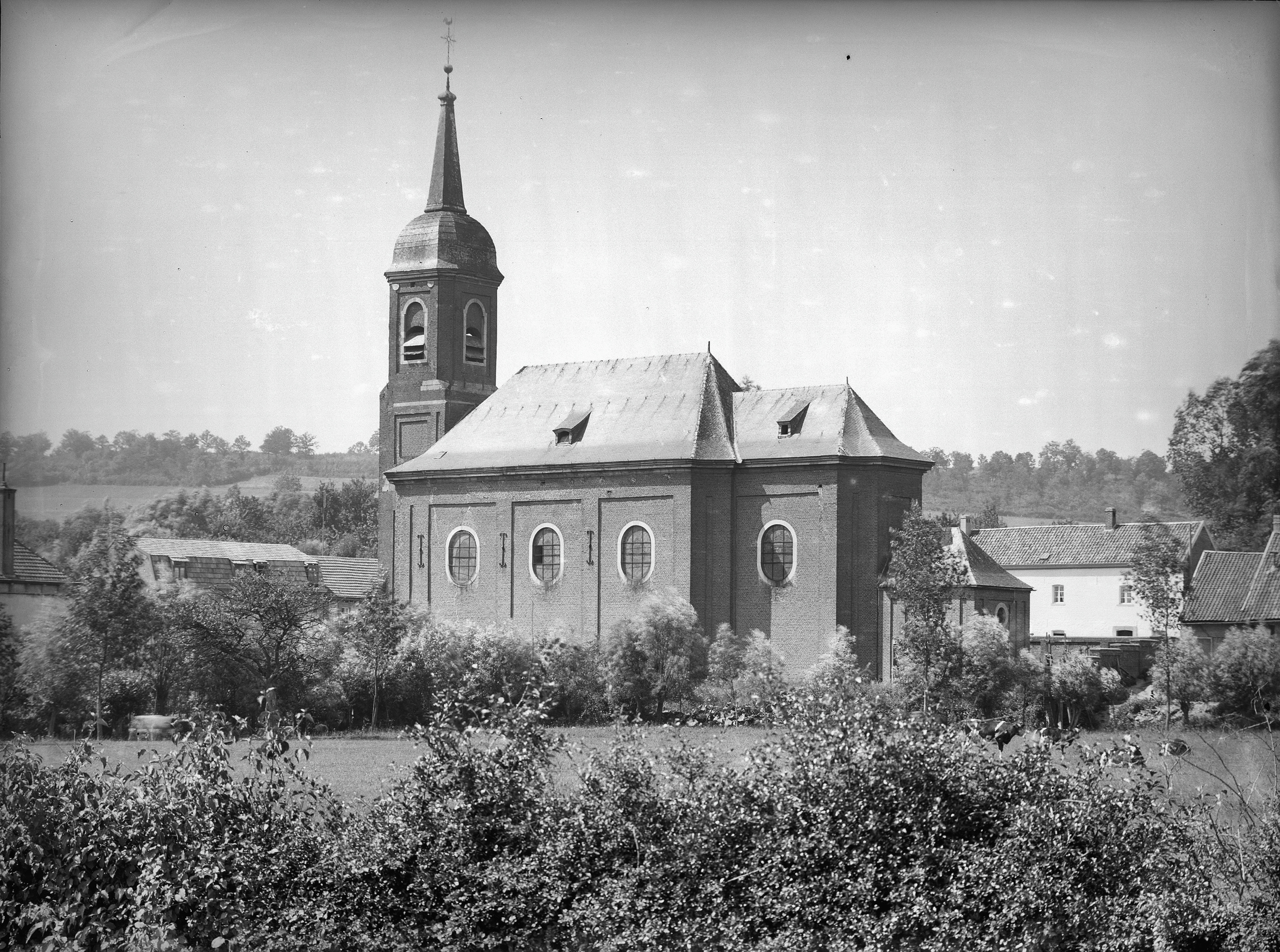
Historische Außenansicht (vor 1934)
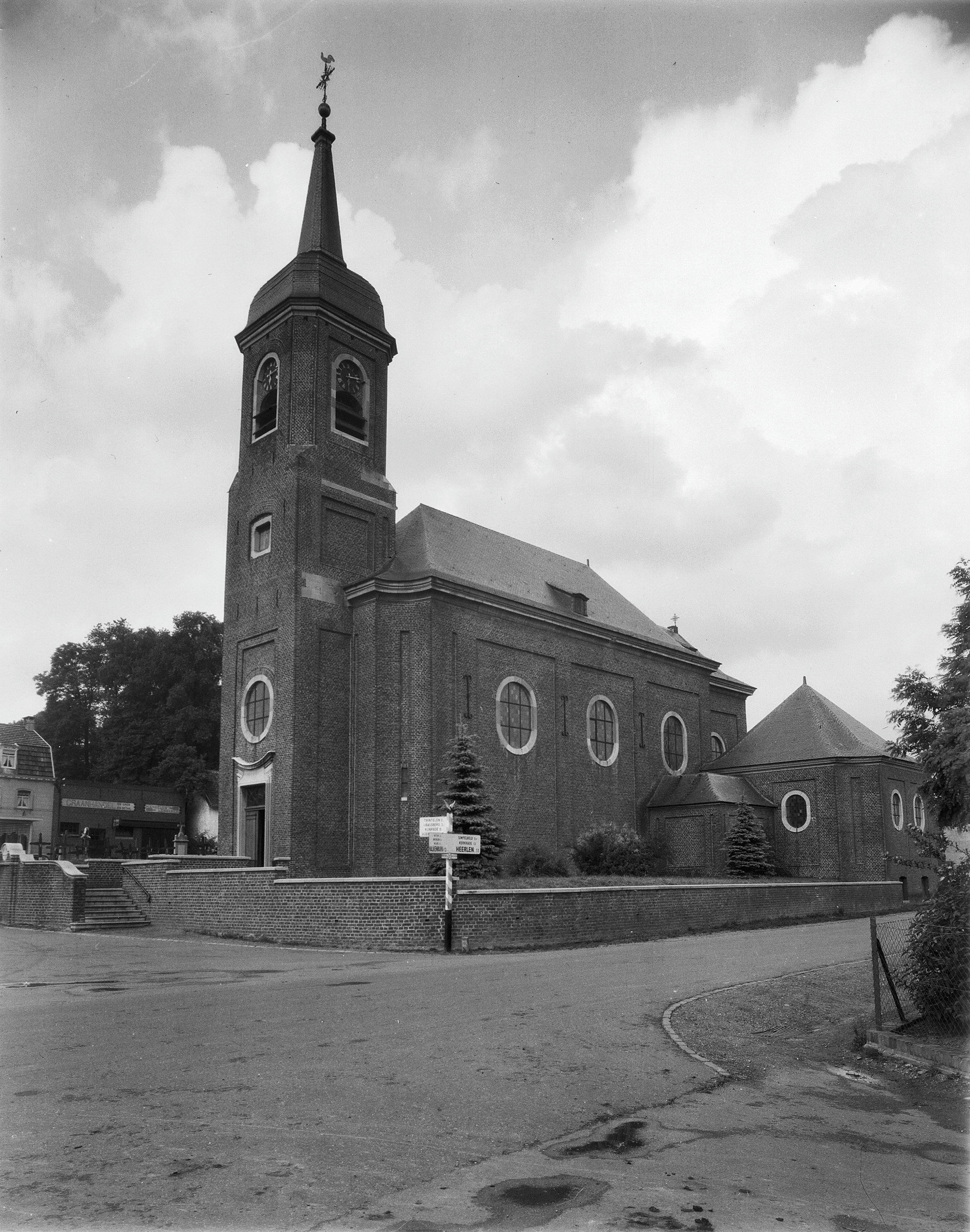
Außenansicht mit Anbauten
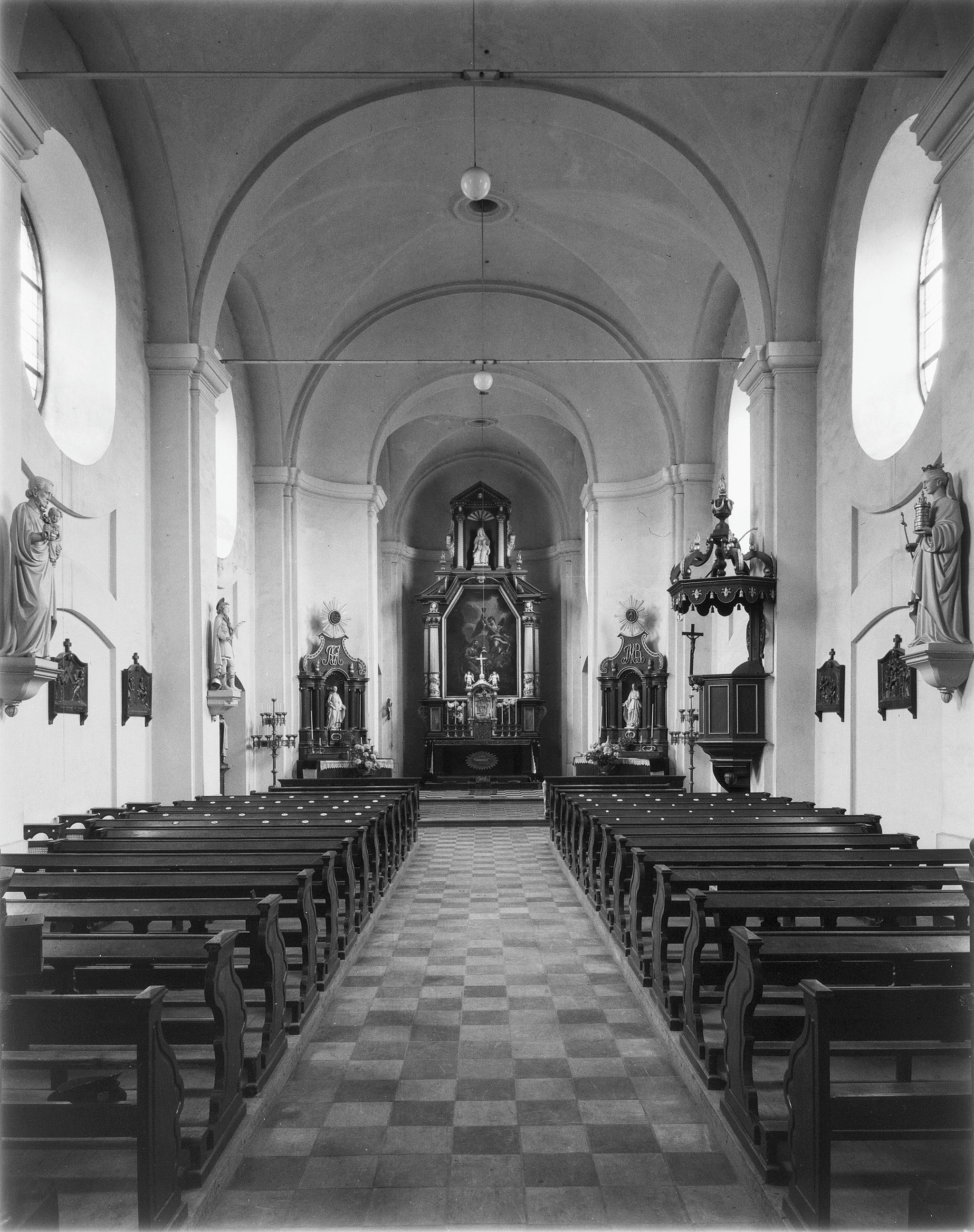
Inneres der Kirche
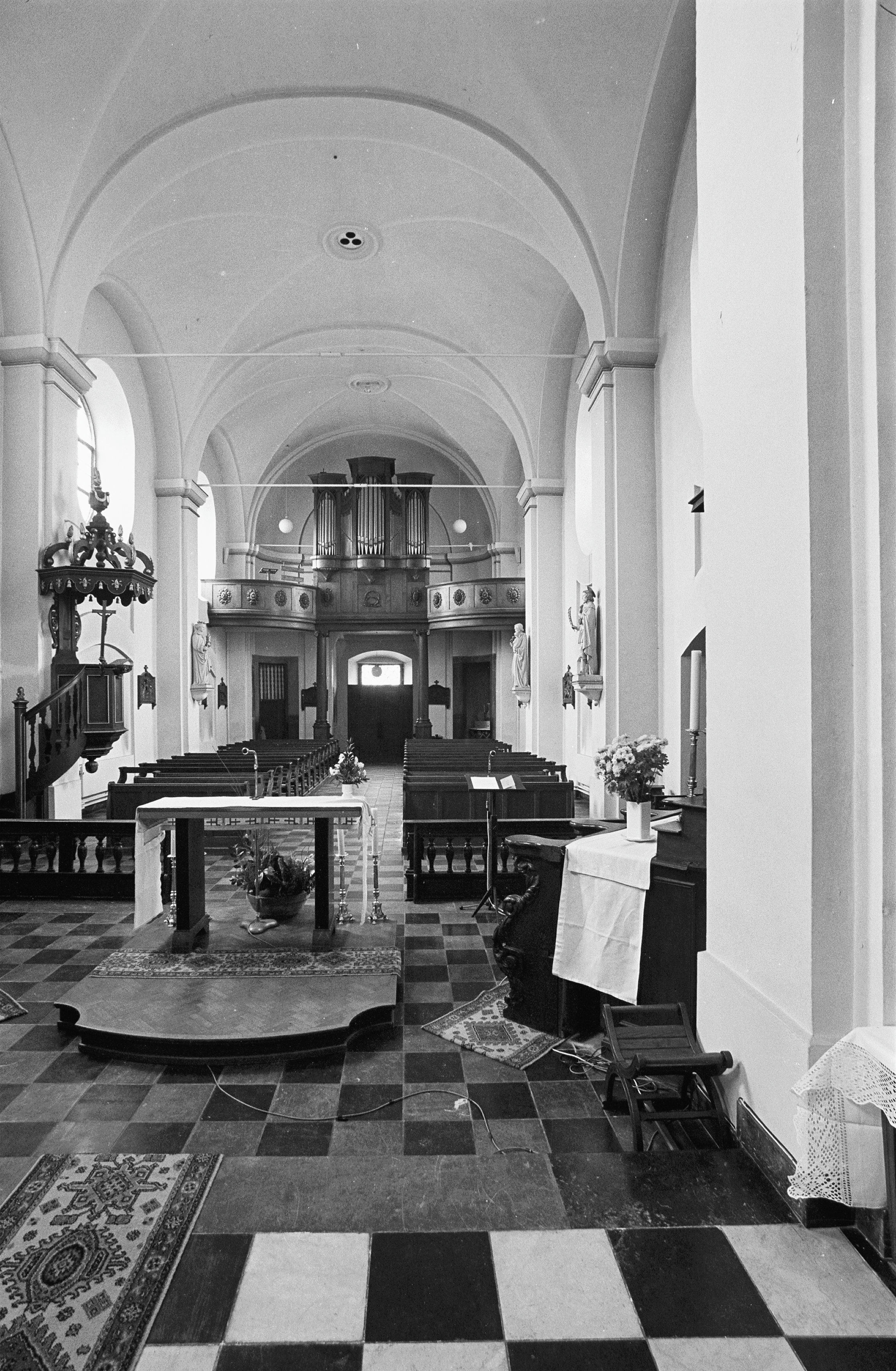
Inneres nach Westen
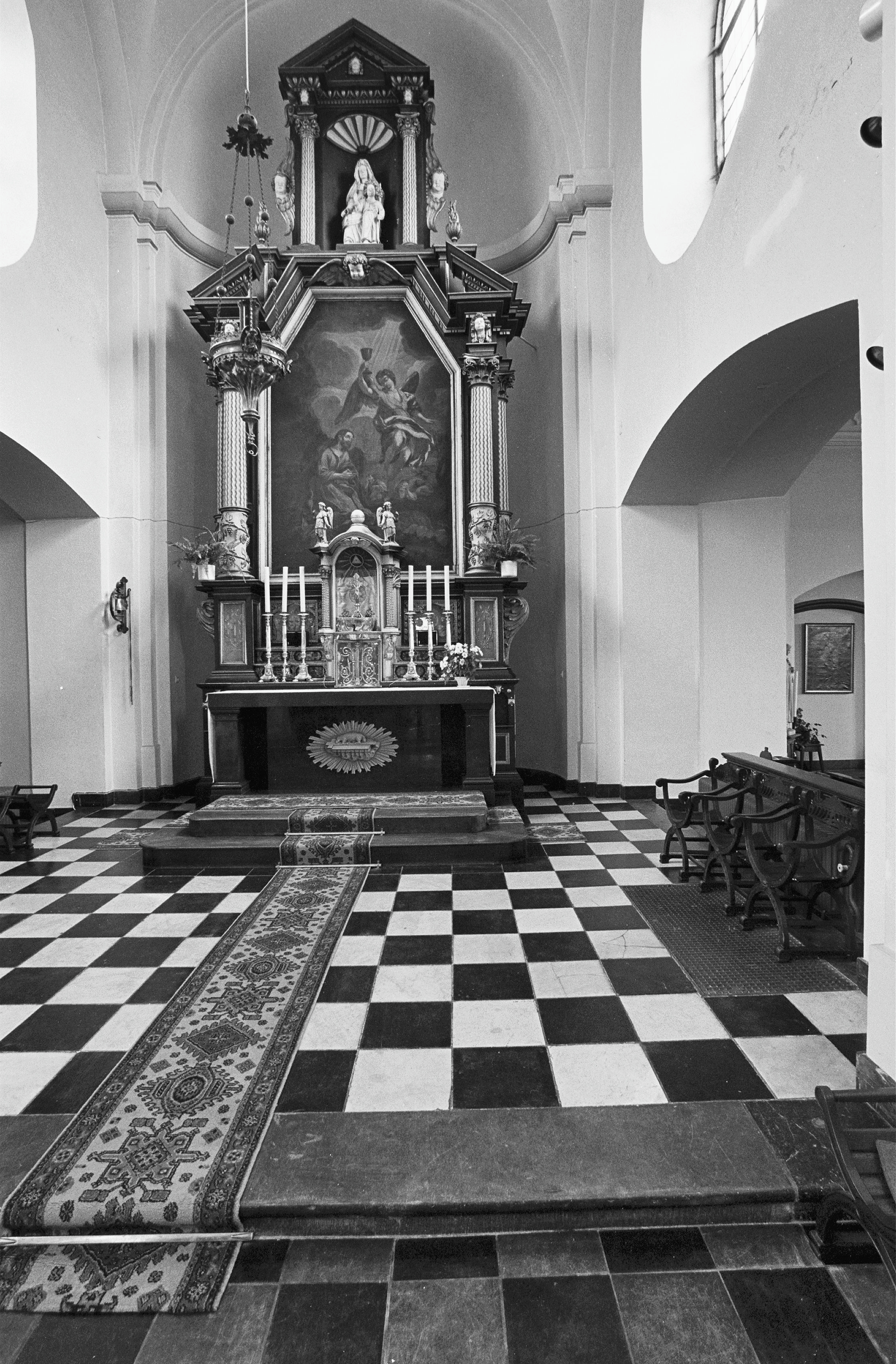
Hauptaltar
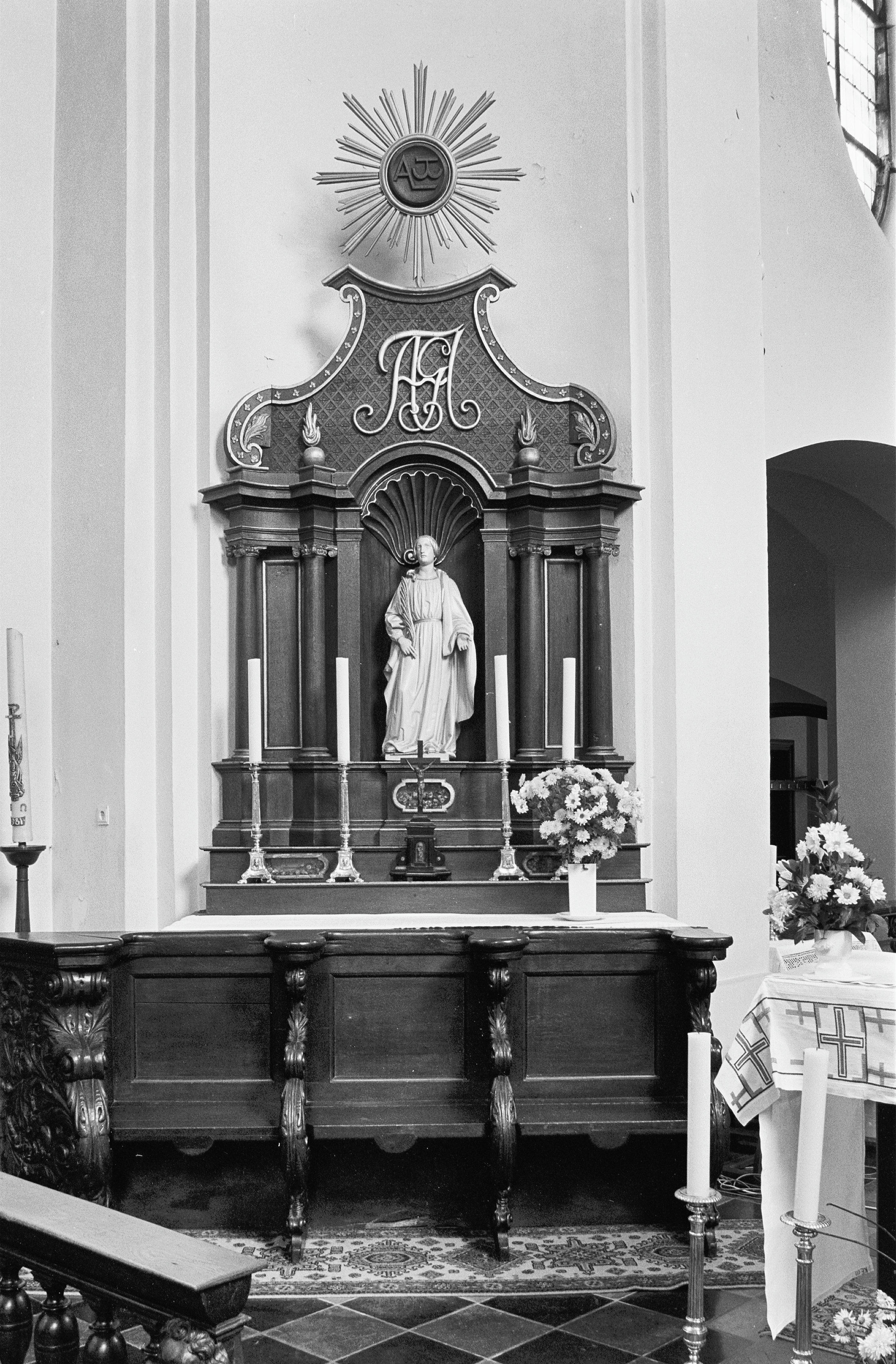
Seitenaltar

## Nachweise
1. ↑  Rijksdienst voor het Cultureel Erfgoed
2. ↑  orgelsite.nl: Eys, Kerk van de Heilige Agatha (niederländisch)

Koordinaten: 50° 49′ 31,4″ N, 5° 56′ 5,3″ O